# Штястны, Мариан
Мариан Штястны (словац. Marián Šťastný, 8 января 1953, Братислава, Чехословакия) — чехословацкий хоккеист, проведший пять сезонов в НХЛ в 1981—1986 годах. Двукратный чемпион мира и Европы в составе сборной Чехословакии (1976, 1977), финалист Кубка Канады 1976 года, участник Олимпиады 1980 года в Лейк-Плэсиде. Чемпион Чехословакии сезона 1978/79 в составе братиславского «Слована».
В 1981 году присоединился к своим младшим братьям Петеру и Антону в команде «Квебек Нордикс», отыграв с ними четыре сезона. Таким образом они стали первым трио братьев в НХЛ со времён братьев Бентли (Дуг, Макс и Рег играли вместе за «Чикаго Блэкхокс» в сезоне 1942/43). Последний сезон в НХЛ (1985/86) Мариан провёл в команде «Торонто Мейпл Лифс», а закончил карьеру в клубе «Сьерр» (Швейцария). Участник матча всех звёзд НХЛ 1983 года.
На данный момент является владельцем гольф-клуба и отеля на южном берегу Квебека.

## Достижения
- Медаль Президента Словацкой Республики (7 апреля 2003 года)[2]